# 誘拐
誘拐（ゆうかい、英語: kidnapping）とは、他人を騙して誘い出して連れ去ること。「かどわかし」とも言う。

## 日本の法律用語
日本の法律用語としての「誘拐」とは、欺く行為や誘惑を手段として、他人の身柄を自己の実力的支配内に移すことをいう。暴行脅迫を用いた連れ去りを「誘拐」と呼ぶのは本来誤りだが（あらゆる国語辞典で「誘拐」に強制的なニュアンスは見られない）、マスコミにおいては、意思に反して無理矢理連れ去ること（拉致・略取）に関しても「誘拐」という言葉が用いられ、日常用語でもそのような傾向が見られる。
刑法学上、偽計によるものと暴行脅迫によるものを総合した概念は、「拐取」（かいしゅ）である。

## 外国語での扱い
英語
身代金目的での誘拐を子供大人関係なく Kidnapping という。子供の Kidnapping は 特に Child abduction（en:Child abduction 、child theft ）という。この abduction は身代金以外が目的な場合も含む表現である。
ラテン語
ラテン語の「持ち上げる」を意味する動詞 levare （レヴァーレ）を由来として、フランス語では enlèvement と呼ばれる。その他には、ラテン語では「（あらゆる種類の物を）取り上げる」という語の Raptusという語も使われ、ラテン語が使われていた時代に女性が財産であったことに由来して使用される。

## 誘拐事件
ここでは、「騙して」ではなく「無理矢理」連れて行く「拉致」事件も含める。

### 世界における誘拐
- 1924年 - シカゴ富豪子息偽装誘拐殺人事件（レオポルドとローブ事件）
- 1932年 - リンドバーグ愛児誘拐事件
- 1983年 - イギリスの名馬シャーガーが身代金目的で誘拐される。
- 1986年 - 三井物産マニラ支店長誘拐事件
- 1997年 - 梶原一騎愛娘誘拐殺人事件
- 1999年 - キルギス日本人誘拐事件
- 2001年 - コロンビア邦人副社長誘拐事件
- 2004年 - イラク日本人人質事件
- 2008年 - イエメン日本人観光客誘拐事件
- 2008年 - エチオピア医師誘拐事件
- 2014年 - ナイジェリア生徒拉致事件
- 2020年 - ハイチで治安悪化に伴い身代金目的誘拐が多発。国連集計で前年比3倍に当たる234件、民間団体集計で796件が発生[4]。
- 2023年 - 2023年マタモロス誘拐事件

### 日本における誘拐
警察庁によると、第二次世界大戦後に起きた身代金目的誘拐事件は、2006年（平成18年）6月時点で288件。このうち、被害者が殺害された事件は34件。被疑者（容疑者）が逮捕されず未解決となっているのは8件で、それ以外はすべて解決している。また、未解決の8件でも犯人が身代金を奪うことに成功した例は1件もない。うち58件は、捜査当局と報道機関の間で報道協定が締結されていた。
- 1946年（昭和21年）
  - 3月14日：日本帝国工業専務令嬢誘拐事件 - 戦後初の誘拐となった事件
  - 8月23日：盛岡市中学生誘拐殺人事件
  - 9月17日：住友家令嬢誘拐事件 - 戦後初の公開捜査となった事件。なお、犯人は八王子少年刑務所からの脱走者であり[5]、上記帝国工業専務令嬢誘拐事件と同一犯である。
- 1955年（昭和30年）7月15日：トニー谷長男誘拐事件
- 1957年（昭和32年）4月2日：少年誘拐ホルマリン漬け事件
- 1960年（昭和35年）5月16日：雅樹ちゃん誘拐殺人事件
- 1962年（昭和37年）：北海道洋裁学校女子生徒誘拐殺人事件
- 1963年（昭和38年）
  - 3月31日：吉展ちゃん誘拐殺人事件
  - 5月1日：狭山事件 - 冤罪の疑いが指摘されている。
- 1964年（昭和39年）12月21日：智行ちゃん誘拐殺人事件
- 1965年（昭和40年）
  - 1月13日：新潟デザイナー誘拐殺人事件
  - 11月25日 - 1966年（昭和41年）5月：女子高生籠の鳥事件：ストックホルム症候群との関連性がある稀有な誘拐事件。
- 1969年（昭和44年）
  - 5月31日 - 江東区小5女児誘拐殺人事件
  - 9月10日 - 正寿ちゃん誘拐殺人事件
- 1973年（昭和48年）8月8日：金大中事件
- 1974年（昭和49年）8月15日：津川雅彦長女誘拐事件
- 1978年（昭和53年）
  - アベック失踪事件 - 後に北朝鮮による拉致であることが判明。
  - 10月16日：日立女子中学生誘拐殺人事件
- 1979年（昭和54年）
  - 札幌オンライン身代金誘拐事件
  - 北関東連続幼女誘拐殺人事件
- 1980年（昭和55年）
  - 1月23日：宝塚市学童誘拐事件
  - 2月23日・3月5日：富山・長野連続女性誘拐殺人事件
  - 8月2日：司ちゃん誘拐殺人事件[6][7]
  - 12月2日：名古屋女子大生誘拐殺人事件
- 1981年（昭和56年）7月22日：山梨主婦誘拐殺人事件[8]
- 1984年（昭和59年）
  - 2月13日：泰州くん誘拐殺人事件
  - 3月18日：江崎グリコ社長誘拐事件 - 未解決となった身代金目的の誘拐事件。
  - 12月17日：佐賀相互銀行社長誘拐事件
- 1985年（昭和60年）3月8日：芦屋市幼児誘拐事件
- 1986年（昭和61年）5月9日：裕士ちゃん誘拐殺人事件
- 1987年（昭和62年）
  - 9月14日：熊本大学生誘拐殺人事件
  - 9月14日：功明ちゃん誘拐殺人事件 - 2002年9月に公訴時効が成立し、戦後の身代金目的の誘拐殺人事件としては唯一の未解決事件となった[9]。
- 1988年（昭和63年）8月22日 - 1989年（平成元年）6月6日：東京・埼玉連続幼女誘拐殺人事件
- 1989年（平成元年）10月11日：豊橋小2女児誘拐殺人事件[10]
- 1990年（平成2年）11月13日 - 2000年（平成12年）1月28日：新潟少女監禁事件
- 1993年（平成5年）
  - 3月25日：埼玉大学学長誘拐事件
  - 8月10日：甲府信金OL誘拐殺人事件
- 1995年（平成7年）7月29日：石狩町女子高生誘拐事件 - 被害者は事件をきっかけに警察官を志し、北海道警察の女性警察官採用試験に合格した[11]。
- 2000年（平成12年）4月20日：横浜小2男児誘拐事件 - プリペイド式携帯電話と仮名金融口座を悪用した身代金誘拐事件[12]。
- 2002年（平成14年）7月19日：群馬女子高生誘拐殺人事件
- 2003年（平成15年）
  - 4月17日：新城市会社役員誘拐殺人事件
  - 7月1日：長崎男児誘拐殺人事件
- 2006年（平成18年）6月26日：渋谷女子大生誘拐事件
- 2013年（平成25年）：田園調布女子中学生誘拐事件
- 2014年（平成26年）3月10日 - 2016年（平成28年）3月27日：朝霞少女監禁事件[13]

### 動物（ペットなど）の誘拐
- 犬の誘拐（英語版）（犬泥棒） ‐ ペットの犬の誘拐は Dognapping と呼ばれる。国によっては食料とされる[14]。
- 馬泥棒（英語版）
  - シャーガー - 競走馬。身代金として誘拐されたが交渉決裂により射殺された。
- アメリカ海軍兵学校のマスコット山羊のビル（英語版）、アメリカ陸軍学校のマスコットArmy Mules（英語版）、アメリカ空軍学校のマスコットシロハヤブサは、カレッジフットボールの期間中に対抗するチームによって誘拐が行われる。

## 誘拐の目的

### 親権
親権を喪失した親による子供の連れ去りが行われることがある。

### 労働力の確保
2010年代の中華人民共和国では、行方不明になる子供は年間20万人と推測されるが、多くは犯罪組織に誘拐され、農村部に労働の担い手や後継ぎとして売買されるケースが多いとみられている。
2020年代ごろには、ミャンマーのコーカン、ミャワディなどで行われている特殊詐欺の要員として誘拐される例が見られる。著名な誘拐事件として、王星失踪事件である。

### 麻薬組織の活動
2013年にメキシコで誘拐被害に遭った者は10万2,883人。多くは、メキシコ麻薬戦争による対立や麻薬組織の活動による部分が多い。

### 婚姻
エチオピアでは誘拐婚が一般的な州があり、2004年以前の調査ではあるもののオロミア州で80パーセント、南部諸民族州で92パーセント、国全体の平均で69パーセントが誘拐による結婚とする統計がある。
また、キルギスでも花嫁と決まった女性を拉致して結婚する、アラ・カチューと呼ばれる誘拐婚が風習として残っている。

### 儀式
2014年にウガンダ国内で発生した誘拐事件は、未遂を含め2,898件が発生。うち病院から新生児が誘拐された事件は236件であり、主に神への供物や悪魔払いに使う目的で誘拐されている。

## 文化
使用されるとされる車
- トヨタ・ハイエース - アニメ・漫画などの文化作品で使用されることが多かったことから、ハイエースが動詞としても使われた。ハイエース自体も日本損害保険協会の盗難被害調査によると、2007年から連続で1位、その後は首位を奪われるも安定して高い盗難割合となっている[21]。
- ブラックヴォルガ（英語版）(ポーランド語：czarna wołga) - 1960年代ごろから、ロシアや東欧圏でロシアの自動車メーカーGAZが作った黒いGAZ Volga（英語版）を目撃すると近くの人がいなくなるという都市伝説が噂された。
- 黒い救急車（英語版） - ブラックヴォルガの救急車バージョンとしてルーマニアなどで噂された。
- 白タク - 無許可でタクシー営業を行っている車。

その他
- 忽然と客の消えるブティック - 都市伝説
- 強制徴募 - 大航海時代のイギリス海軍ではプレスギャング（英語：press gang）というならず者たちによって誘拐されて強制入隊が行われた。そのため、脱走や反乱がおきる原因ともなった。

## 自衛について
- 逃げる。コンビニなどの駆け込める場所を常日頃から確認しておき、駆け込めるように覚えておく。
- どこかに行く場合は、誰と行くのかを伝える。多くの場合で、誘拐するのは親や知人であり、見知らぬ人の割合は25%とされる[22]。
- 自分が写った写真を簡単にオンラインの状態に置かない。誘拐犯に目を付けられるだけでなく、活動範囲などが把握され、誘拐する場所などの計画に利用される。
- 子供を一人にしない。
- 状況に注意を引くために叫ぶ。気が付いた通行人がナンバープレートをひかえるだけでも救出の助けになる。
- 観察する。落ち着いて状況を把握し、逃げられる機会を伺う。
- 何かに誘われても、誘惑に負けない
- 戦う。周囲の物に目を向け、武器として使えるものを探す。
- 犯人を落ち着かせる。自分は人間であることを伝える[23]。